# 内田三郎
内田 三郎（うちだ さぶろう、1899年10月21日 - 1983年1月28日）は、日本の実業家。キヤノン社長を務めた。

## 経歴
岡山県倉敷市出身。1925年に東京帝国大学法学部政治学科を卒業し、同年に山一證券に入社。
1933年に吉田五郎とともに精器光学研究所を設立し、1936年にハンザキヤノンの発売を開始した。1954年には社長に就任した。
1983年1月28日、肺水腫のために死去。83歳没。